# ديشار دقيق الأوراق
ديشار دقيق الأوراق (الاسم العلمي:Pteris leptophylla) هو نوع من النبات يتبع جنس الديشار من الفصيلة الديشارية.